# Dvůr Vranov
Dvůr Vranov je původně barokní hospodářský dvůr při silnici II/206 mezi Rabštejnem nad Střelou a Stvolny. S bývalým sídlem panství jej spojuje Vranovská alej.
Dvůr byl postaven v roce 1557 na místě stejnojmenné vsi zmiňované již v roce 1269 a zaniklé v době husitských válek. Jeho stavebníkem byl majitel rabštejnského panství Jáchym Šlik. V roce 1927 byl dvůr Vranov v rámci pozemkové reformy prodán Československé obci úřednické. V roce 1932 ho získal společně s bývalým rabštejnským servitským klášterem továrník a uzenář Oldřich Kořán z Prahy a již v roce 1936 patří obchodníkovi Václavu Dobrému z Plzně. Ten dvůr vlastnil až do znárodnění v roce 1948 a jeho potomci po roce 1989 opět získali majetek v restituci. Mezitím zemědělsky využívaný dvůr značně zchátral. Po roce 2000 zakoupila dvůr společnost Sazka a plánovala zde výstavbu rozsáhlého golfového areálu. V tomto období došlo k největší devastaci opuštěných objektů. V roce 2012 dvůr krátce vlastnila společnost Suhox obhospodařující okolní zemědělské plochy. Od roku 2013 areál vlastní spolek Postřelí, který usiluje o postupnou záchranu, zpřístupnění a oživení této památky.
Dochované stavby v areálu dvora Vranova jsou barokní, klasicistní a novodobé. V roce 2013 byl vlastníkem neúspěšně podán návrh na prohlášení dvora kulturní památkou. Asociace recentní archeologie provedla v letech 2015-2016 stavebně historický průzkum areálu dvora. V roce 2017 byla opravena část krovu a střechy bývalého šafářství a ovčína.
V těsné blízkosti dvora také pramení Vranovský potok, který byl zdrojnicí prvního rabštejnského vodovodu a v údolí pode dvorem vytváří malebné vodopády. Areál dvora je součástí přírodního parku Horní Střela.
Na silnici před dvorem byla přibližně v letech 1961-2010 provozována autobusová zastávka Vranov.